# Энгельман, Эндрюс
Эндрюс Энгельман (нем. Andrews Engelmann, 23 марта 1901, Санкт-Петербург — 25 февраля 1992, Базель) — французский и немецкий актёр российского происхождения.

## Биография
Андрей Энгельман, прибалтийский немец, родился 23 марта 1901 года в Санкт-Петербурге в семье купца. В 1918 году окончил реальную гимназию и с 1919 года изучал медицину в военно-медицинской академии в Санкт-Петербурге. В 1921 году бежал через Финляндию в Берлин. В 1922 году продолжил учёбу в университете Фридриха Вильгельма. Признанный беженцем, он получил от Лиги Наций так называемый «паспорт Нансена» (№ 26805; в 1930-е годы из-за большого количества виз, вызванных киносъёмками, он слыл «самым длинным в мире паспортом»). Во время каникул Энгельман отправился во Францию и работал на стройке; случай привел его на съёмочную площадку. В 1923 году благодаря успешному дебюту в роли «русского танцора» в фильме «Пламя мечты» (La flambée des reves) он поступил на работу в парижский Театр варьете, где выступал в роли месье Дуракина.
В 1925 году началось сотрудничество Энгельмана с Рексом Ингремом: в его масштабной постановке «Наше море» (Mare Nostrum) он сыграл беспощадного командира немецкой подводной лодки. В дальнейшем он исполнял у Ингрема роли негодяев и бандитов.
В 1928 году снялся в фильме «Мулен Руж» режиссёра Эвальда Андре Дюпона.
Его амплуа стали темные личности всех национальностей. Будучи полиглотом, Энгельман обладал широкими возможностями в изображении порока. В 1930 году Парамаунт заключила с ним контракт на снимаемые во Франции иностранные версии американских фильмов.
В 1929 году Энгельман впервые работал в немецком кино — в качестве партнёра Луизы Брукс в фильме Георга Вильгельма Пабста «Дневник падшей». В 1933 году в пропагандистском фильме Густава Учицки «Беженцы» он выступил в роли бесцеремонного и очень опасного советского аппаратчика. Его игра наделила образ врага живыми чертами, которые пропаганда была не в силах укротить. В 1939 году снялся в пропагандистском фильме «Легион „Кондор“».
Энгельман обладал способностью точно персонифицировать национальные предрассудки, однако не все персонажи в его исполнении, например, английские офицеры в фильмах «Превыше всего в мире» (1941) и «Карл Петерс» (1941), были свободны от карикатурности. С большим успехом ему удавались роли двойственных персонажей, например, Николая Бокши, карьериста на службе в советских органах безопасности, в фильме «ГПУ» (1942). В 1943 году сыграл роль князя Потёмкина в фильме «Мюнхгаузен».
В 1946 году Энгельман, который с 1939 года был женат на актрисе Шарлотте Сузе, вернулся во Францию. До 1953 года он жил в Вирофле под Парижем и продолжал сниматься в кино.
В 1953 году обосновался в Базеле и, получив швейцарское гражданство, занимался производством и сбытом кондиционеров воздуха.
Умер 25 февраля 1992 года в Базеле.